# Kulturwarte
Die Kulturwarte war eine Heftreihe, die auf Betreiben der Stadt Hof herausgegeben wurde und über kulturelle und heimatkundliche bzw. kunsthistorische Themen informierte.

## Umfang der Kulturwarte
Die Kulturwarte – (Nordostoberfränkische) Monatsschrift für Kunst und Kultur erschien als monatliche Zeitschrift von 1955 bis 1991, das sind 36 Jahresbände. Herausgeber war zunächst das Verkehrsamt, später ein eigens dafür gegründeter Verein. Regelmäßige Beiträge erstellte Hans Hofner und zahlreiche namhafte lokale Heimatforscher und Kunstinteressierte waren vertreten, darunter Karl Bedal, Herrmann Braun, Tilmann Breuer, Karl Dietel, Max Escher, Claus Henneberg, Reinhard Höllerich, Elisabeth Jäger, Otto Knopf, Hans Seiffert, Friedrich Wilhelm Singer und Peter-Michael Tschoepe. Die Beiträge behandelten neben dem Stadtgebiet auch Themen des Landkreises, zu dem nach der Gebietsreform in Bayern 1972 auch die ehemaligen Landkreise Naila, Münchberg und Rehau gehören. Auch der Landkreis Wunsiedel im Fichtelgebirge war oft vertreten. Neben kunstgeschichtlichen Themen nahm die Zeitschrift Anteil am kulturellen Leben, darunter aktuellen Veranstaltungen des Theaters Hof oder Ausstellungen und Porträts von Künstlern, die sich teils in der Gruppe Nordfranken zusammengeschlossen hatten. Aufmerksamkeit widmete man mit Buchbesprechungen den Neuerscheinungen z. B. dem Jahresband vom Archiv für Geschichte von Oberfranken oder dem Heimatkalender für Fichtelgebirge, Frankenwald und Vogtland. In den 1950er und 1960er Jahren wurde auch über Ausgrabungen, z. B. auf dem Waldstein oder bei Regnitzlosau berichtet.

## Vorgeschichte
Die Heftreihe Kulturwarte hat eine Vorgeschichte. Diese beginnt mit dem Mitteilungsblatt des Film Club Hof e. V. im Verband der deutschen Film-Clubs e. V., welches ab September 1951 herausgegeben wurde. Ab Oktober 1952 erschien das Monatsblatt Der Ochsenkopf, Herausgeber war neben dem Film-Club der Kulturbund, was auch die veränderte und verbreiterte Inhaltspalette erklärt. Unter dem Hofer Oberbürgermeister Hans Högn erfolgte schließlich die Ausrichtung auf kulturelle Themen im nordostoberfränkischen Raum und das Erscheinen als Kulturwarte ab April 1955. Dabei wurden Leserschaft und Anzeigenbestand von der Reihe Der Ochsenkopf übernommen, aber auch über den Altlandkreis Hof hinaus erweitert.

## Titelbilder
Charakteristisch an der Heftreihe Kulturwarte ist die Gestaltung der Titelseite, deren Motive anfangs über mehrere Jahre jeweils unverändert blieben und auch später zumindest mit gleichbleibenden Gestaltungselementen einen Wiedererkennungswert schaffte. Der erste Einband von Emil Ressel wurde von 1955 bis 1957 verwendet. Zentrale Motive des Stilllebens sind eine Maske, eine Geige und ein Topf voller Pinsel, die die verschiedenen Kunstrichtungen verkörpern sollen. Einem Einband in Textform ohne Bilder für das Jahr 1958, folgte von 1959 bis 1966 die Zeichnung eines gotischen Apostelkopfes aus der Regnitzlosauer Kirche vom Künstler Max Escher. Von 1967 bis 1969 fertigte Karl Bedal monatlich einen Linolschnitt als Titelbild. Von 1970 bis 1972 zierten ein symbolisierter Pinsel und ein Buch als zweifarbiger Entwurf von Alfred Hertich den Umschlag. In späteren Ausgaben ging man auf Einbände in abwechselnden Farben über, die in Textform die Inhalte der Ausgaben ankündigten.